# Eupogonius subarmatus
Eupogonius subarmatus es una especie de escarabajo longicornio del género Eupogonius, tribu Desmiphorini, subfamilia Lamiinae. Fue descrita científicamente por LeConte en 1859.

## Descripción
Mide 6-8 milímetros de longitud.

## Distribución
Se distribuye por Canadá y Estados Unidos.